# M247 Sergeant York
Der M247 Sergeant York DIVAD (Division Air Defense) war ein US-amerikanischer Flakpanzer. Das Fahrzeug sollte den veralteten M163-Vulcan-Flugabwehrpanzer ersetzen, was aber aufgrund von massiven technischen Problemen nicht gelang.
Das Fahrzeug wurde nach dem US-amerikanischen Kriegshelden des Ersten Weltkrieges, Alvin C. York, benannt.

## Geschichte
Der M247 Sergeant York DIVAD entsprang der Forderung der US Army in den 1980er-Jahren nach einem vollautonomen, allwetterfähigen FlaK-Panzer, der die veralteten Flugabwehrsysteme M163 Vulcan und MIM-72 Chaparral ablösen sollte. Beide Systeme könnten Panzerverbände nicht wirkungsvoll gegen Angriffe von Mi-24 schützen, die mit vergleichsweise weitreichenden 9K114-Schturm-Panzerabwehrraketen ausgestattet sind. Auch aufgrund neuer sowjetischer Hubschrauber wie dem Mi-28 bestand Handlungsbedarf. Zudem befand sich die US-Army in den 1980er-Jahren in einem Umwandlungsprozess: Neue Panzer wie der M1 Abrams und der M2 Bradley wurden eingeführt und die veralteten Flakpanzer hätten diesen im Gelände nicht folgen können.
Es wurden zwei Entwürfe vorgelegt: General Dynamics wollte das Fahrzeug mit der Oerlikon 35-mm-Zwillingskanone ausstatten, mit der bereits der deutsche Flugabwehrkanonenpanzer Gepard bewaffnet war. Der Entwurf von Ford Aerospace and Communications Corporation sah dagegen eine Bewaffnung mit zwei 40-mm-L/70-Bofors-Maschinenkanonen vor. Beide Entwürfe basierten auf der Wanne des M48.
Den Zuschlag bekam schließlich Fords Entwurf und 1983 rollten die ersten M247 vom Band. Nach 50 gebauten Exemplaren wurde das Projekt im Dezember 1986 jedoch wegen unüberwindbarer technischer Probleme und finanzieller Engpässe eingestellt. Die für den M247 vorgesehene Rolle wurde schließlich später vom M6 Linebacker ausgefüllt.

## Technik
Das Feuerleitsystem und das Radar wurden aus dem Westinghouse APG-66 der F-16 abgeleitet. In der Testphase wurden diverse technische Mängel und Fehlkonstruktionen festgestellt, die schließlich zum Ende des M247 führten. Als problematisch erwies sich insbesondere:
- Das Radar konnte tieffliegende Ziele wegen störender Bodenreflexionen der eigenen Radarstrahlung (Bodenecho) nicht erfassen.
- Das Radar konnte schwebende Hubschrauber nicht von Bäumen unterscheiden.
- Beim Erfassen höherfliegender Ziele wurde die Feuerleitanlage durch Radarstrahlreflexionen der Geschützläufe irritiert.
- Der Turm rotierte zu langsam, um schnellfliegende Ziele zu verfolgen.
- Das Eloka-System war zu leicht außer Kraft zu setzen.
- Das seinerzeit bereits 30 Jahre alte Chassis des M48 konnte mit den moderneren Antrieben des M1 Abrams oder des M2 Bradley nicht mithalten.
- Die ursprünglich von Schweden gelieferten Bofors-Kanonen waren durch falsche Lagerung brüchig oder rostig geworden oder hatten sich verbogen, wodurch es zu einer hohen Zahl von Ladehemmungen kam.